# Franz Künzel

Franz Künzel

Franz Künzel (* 3. März 1900 in Oberrosenthal bei Reichenberg, Österreich-Ungarn; † 14. Juli 1986 in Alsfeld) war ein tschechoslowakischer Politiker (BdL, SdP und später NSDAP).

## Leben und Wirken
Nach dem Besuch der Volksschule in Katharinberg und der Oberrealschule in Reichenberg legte Künzel 1918 die Kriegsreifeprüfung ab, um anschließend bis zum Zusammenbruch des österreichischen Kaiserreiches im Herbst 1918 mit dem k. und k. Infanterieregiment 42 am Ersten Weltkrieg teilzunehmen.
Als Sudetendeutscher wurde Künzel im Zuge der europäischen Neuordnung in den ersten Nachkriegsjahren Staatsbürger des 1919 neu errichteten Staates der Tschechoslowakei. Von 1919 bis 1923 absolvierte er eine landwirtschaftliche Akademie bzw. die landwirtschaftliche Abteilung der deutschen technischen Hochschule zu Prag in Tetschen-Liebwerd als Diplom-Ingenieur für Landwirtschaft. Danach unterrichtete er von 1924 bis 1930 als Lehrer an der Deutschen Bauernschule zu Großullersdorf. Ab 1930 gehörte er dem Kameradschaftsbundes für gesellschaftswissenschaftliche Bildung an. In den Jahren 1930 bis 1935 bestritt Künzel seinen Lebensunterhalt als Revisor und Direktor beim Zentralverband der deutschen Landwirtschaftlichen Genossenschaften Mährens, Schlesiens und der Slowakei in Brünn. In den Jahren 1932 und 1933 unterrichtete er außerdem als Dozent am pädagogischen Seminar des Landwirtschaftsministeriums in Prag.
Politisch betätigte sich Künzel beim Bund der Landwirte, für die er bis zu seinem Ausschluss im März 1935 als Funktionär in Mähren wirkte. Danach trat er der Sudetendeutschen Partei (SdP) bei, für die er als hauptamtlicher Funktionär von 1935 bis 1937 das Amt für Agrarpolitik und Bauernfragen der SdP in Prag leitete. Ebenfalls seit 1935 war Künzel Mitglied der Hauptabteilung beziehungsweise des Führungsrates und ab Juli 1936 des politischen Ausschusses der Sudetendeutschen Partei, denen er jeweils bis 1938 angehörte. In diesem Zusammenhang widmete er sich insbesondere Verhandlungen zur Sudetenkrise. Parlamentarische Erfahrungen sammelte er von 1935 bis 1938 als Mitglied des Abgeordnetenhauses der tschechoslowakischen Nationalversammlung in Prag. 1938 übernahm Künzel die Leitung des Amtes für Volksorganisation.
Nach dem deutschen Einmarsch und der Annexion des Sudetenlandes im Herbst 1938 trat Künzel zum 1. November 1938 der NSDAP bei (Mitgliedsnummer 6.600.843), er wurde Generalbeauftragter des „Stillhaltekommissars“ für die sudetendeutschen „Schutzverbände“ und bekleidete diese Funktion bis September 1940. Zudem wurde er von Konrad Henlein zum Gauamtsleiter des sogenannten Gaugrenzlandamtes ernannt und wirkte in dieser Funktion bis Dezember 1942. Des Weiteren wurde er im Dezember 1938 Gaubeauftragter der Volksdeutschen Mittelstelle, war zudem zeitweise Gaubeauftragter des Referats „Partei“ beim Auswärtigen Amt sowie Verbandsleiter der sudetenländischen landwirtschaftlichen Genossenschaften. Nach einer Ergänzungswahl trat Künzel am 4. Dezember 1938 als Abgeordneter in den nationalsozialistischen Reichstags in Berlin ein, dem er bis zum 31. März 1943 infolge der Niederlegung seines Mandats als Reichswahlvorschlag der sudetendeutschen Gebiete angehörte. Sein Mandat wurde anschließend bis Kriegsende von Günther Prager weitergeführt.
Im Sommer 1942 unterlag Künzel in einer Auseinandersetzung um die Kriterien der Wiedereindeutschungsfähigkeit gegen die SS. Seine Dienststelle wurde in der Folge aufgelöst und in ein SS-kontrolliertes Gauamt für Volkstumsfragen umgewandelt.
Von 1944 bis zum Kriegsende amtierte Künzel als Präsident des Zentralverbandes der landwirtschaftlichen Genossenschaften im Protektorat Böhmen und Mähren. Bei der SA erreichte er den Rang eines Standartenführers.
Nach dem Zweiten Weltkrieg lebte Künzel zunächst in der Sowjetischen Besatzungszone und ab 1949 in der Bundesrepublik Deutschland. Seinen Lebensunterhalt bestritt er als Lehrer an der Raiffeisenschule in Kassel und arbeitete ab 1956 im kurhessischen Genossenschaftswesen. Er war Mitglied der Sudetendeutschen Landsmannschaft und leitete den Witikobund in Hessen. Er gab auch als Zeitzeuge Auskunft.